# Castelo de Fürsteneck

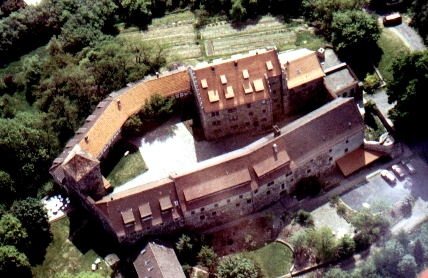
Castelo e academia de Fürsteneck, Alemanha.

O castelo de Fürsteneck (Burg Fürsteneck, em alemão) localiza-se em Eiterfeld, encontro entre Fulda e Bad Hersfeld no Hessen, na Alemanha.

## História
O castelo de Fürsteneck foi fundado aproximadamente 1250. Menciona-se primeiramente no ano 1309. O castelo pertenceu ao mosteiro de Fulda. Desde que 1802 o proprietário do castelo são o estado alemão de Hessen. O castelo de Fürsteneck é preservado completamente em uma condição boa.

## Academia do Castelo de Fürsteneck
Desde que 1952 o castelo estão no uso como um academia para a instrução vocacional e cultural. Era rebuilded para o uso como o academia pelo arquiteto alemão famoso Otto Bartning. Cada ano aproximadamente 3500 pessoas visitam o castelo de Fürsteneck que faz exame da parte em um de aproximadamente 200 cursos e que faz 14000 estadas de noite.

## Literatura
- August Straub: Burgen und Schlösser im Hessenland. , Melsungen
- August Weber: Die Geschichte des Kreises Hünfeld. Fulda 1960
- Rudolf Christl et al.: 1150-Jahre Dorf und Markt Eiterfeld. Amt und Gericht Fürsteneck. 845 – 1995. Eiterfeld 1995